# Hypericum magniflorum
Hypericum magniflorum är en johannesörtsväxtart som beskrevs av José Cuatrecasas. Hypericum magniflorum ingår i släktet johannesörter, och familjen johannesörtsväxter. Inga underarter finns listade i Catalogue of Life.